# Castell de Claret (Torà)
El castell de Claret és situat a la part alta de Claret, entitat de població del municipi de Torà, a la comarca del Solsonès.

## Història

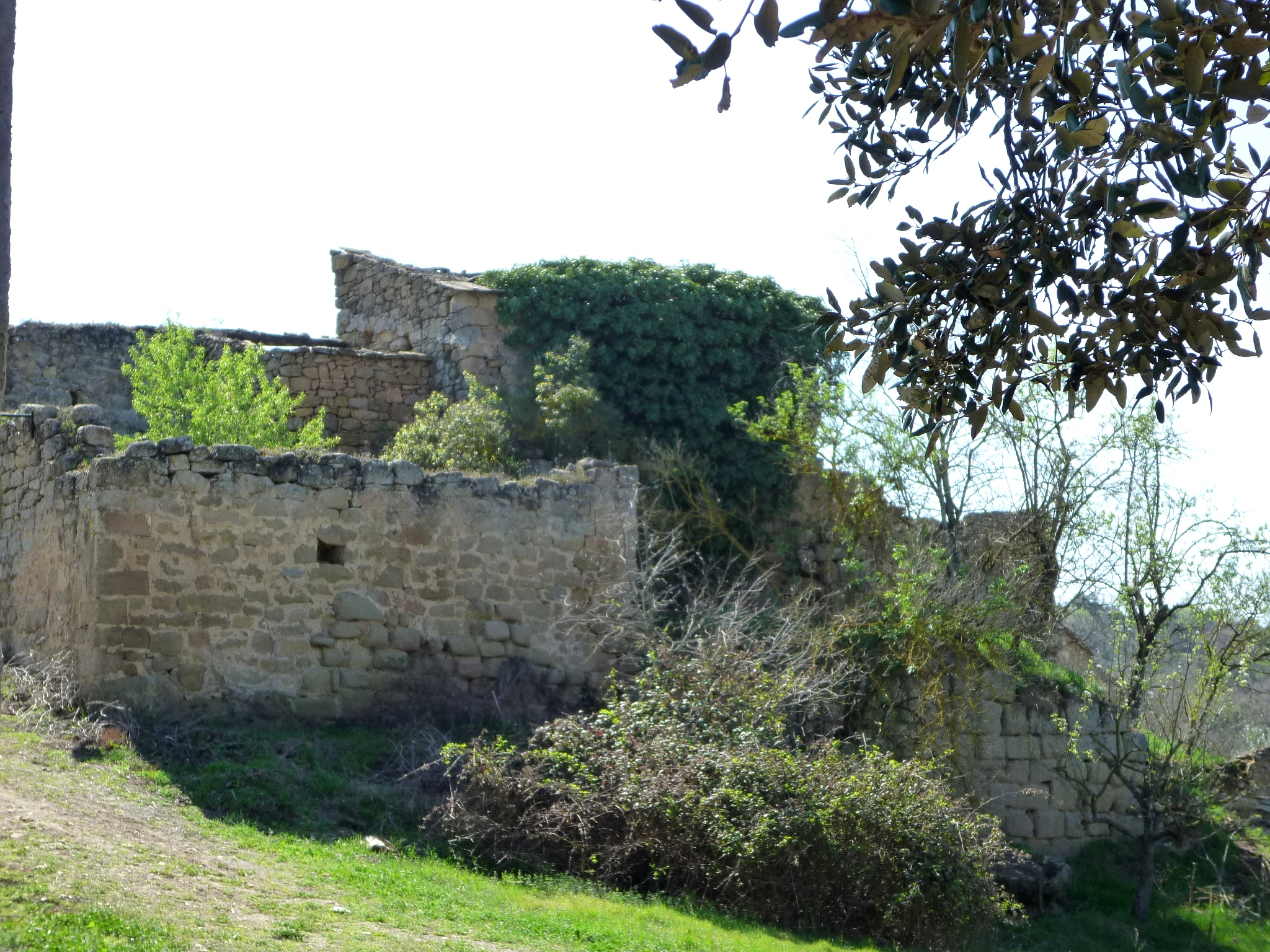
Castell de Claret (març 2012)

El poble de Claret, conegut també per Claret de Figuerola o Claret de Pagesos, és un petit nucli situat a la part oriental de la vila de Torà, a la Serra de Sant Donat -la vessant esquerra de Figuerola, nascut en l'època alt medieval a redós de l'antic castell, situat a la part alta del poble, i de l'església romànica de Santa Maria.
El lloc fou poblat des dels primers temps de la conquesta d'aquest sector i ja el 1026 és esmentat el castell de Claret, on s'establí una família que portà aquest cognom. El 1139 Bernat de Claret donà la meitat del castell, la meitat dels homes que hi habitaven, la meitat de la dominicatura que hi tenien els antics senyors del lloc, la meitat del terme del castell, tant dels camps conreats com dels erms i l'església de Claret a Santa Maria de Solsona.
Un fill de Bernat de Claret es casà amb Ermessenda, filla d'Arnau de Cardona. El llinatge Claret contribuí molt activament en la lluita contra els àrabs, que dominaren la Segarra i l'Urgell vers els segles x i xi. Hom en troba alguns membres al segle xiii a Granyena i a altres llocs. Al principi del segle xvi eren senyors de Claret, Cellers i Figuerola.
En el fogatjament general de Catalunya de 1378 amb el comte de Cardona Hug I, consten 58 focs al municipi de Torà i 8 focs nobles al castell de Claret.

## L'edifici

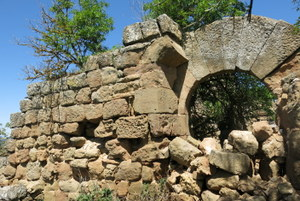
Castell de Claret (abril 2015)

Del castell avui només en resten alguns trams de mur i l'antiga portalada adovellada, avui dia tapiada.